# Đường xa vạn dặm
Đường xa vạn dặm (tiếng Anh: The Road to Infinity) là dự án âm nhạc của nhạc sĩ Quốc Trung cùng ban nhạc Phương Đông được thực hiện vào đầu năm 2004. Đây chính là chương trình trình diễn phong cách world music đầu tiên ở Việt Nam, kết hợp âm nhạc điện tử phương Tây với chất liệu âm nhạc dân gian truyền thống của Việt Nam như chèo, xẩm, quan họ, hò Huế, ca trù.
Dự án được trình diễn lần đầu tại Tokyo, có cả sự có mặt của hoàng tử và công chúa Nhật Bản và cuối đêm diễn 100 đĩa CD đã được bán hết sạch. Sau đó, Quốc Trung cùng ban nhạc đã chính thức mang chương trình tới công chúng Việt Nam qua 2 đêm diễn ngày 13 và 14 tháng 3 năm 2004 tại Nhà hát Lớn Hà Nội. Mặc dù chỉ là sự thể nghiệm nhưng Đường xa vạn dặm cũng đã kịp để lại nhiều dấu ấn sâu sắc, làm nên một sự kiện lớn trong nền âm nhạc Việt Nam. Có thể nói, âm nhạc của Đường xa vạn dặm vừa lạ, vừa quen và khá kén người nghe. Trong buổi trình diễn đó, Quốc Trung đã giới thiệu cho công chúng 9 nhạc phẩm được anh "sáng tác" theo thể loại world music – một dòng nhạc chưa thực sự phổ biến ở Việt Nam. Đường xa vạn dặm được xây dựng dựa trên tác phẩm Chuyện người con gái Nam Xương của Nguyễn Dữ. Từ cốt truyện xưa, Quốc Trung sáng tạo thành 9 chương ("Hạc trong sương", "Đào liễu", "Ngồi tựa song đào", "Vọng nguyệt", "Lưu lạc", "Dòng sông một bờ", "Chiếc bóng", "Độc thoại" và "Đường xa vạn dặm") dựa trên các thể loại âm nhạc dân tộc, kể về từng giai đoạn thăng trầm của nhân vật.
CD Đường xa vạn dặm được phát hành vào cuối năm 2005 với 7 trong số 9 ca khúc của chương trình. Tuy nhiên số lượng phát hành là rất hạn chế. Nhìn chung dự án – bao gồm chương trình trình diễn và CD – đều được đánh giá cao bởi người hâm mộ và giới chuyên môn, góp phần tạo nên thương phẩm của Quốc Trung trong suốt sự nghiệp tới tận sau này.

## Ấn bản CD
Một thời gian sau khi chương trình diễn ra, nhạc sĩ Quốc Trung cho ra đời CD Đường xa vạn dặm với 7 nhạc phẩm chọn lọc và có sự chỉnh sửa phối ngẫu tốt hơn, vẫn giữ một cốt truyện mạch lạc, có đầu có kết. CD cũng bỏ đi hai bản nhạc là "Ngồi tựa song đào", "Chiếc bóng" do đó mất đi các bản phối với các làn điệu quan họ. Đĩa CD này chỉ phát hành 5.000 bản. Sau khi album được phát hành, chương trình tiếp tục được trình diễn tại châu Âu, trong đó có buổi diễn rất thành công tại Đan Mạch.

### Danh sách ca khúc
Toàn bộ các ca khúc được hòa âm phối khí bởi Quốc Trung.
| STT | Nhan đề                                    | Hát chính  | Thời lượng |
| --- | ------------------------------------------ | ---------- | ---------- |
| 1.  | "Đào liễu" (The Young Lady)                | Xuân Diệu  | 6:08       |
| 2.  | "Vọng nguyệt" (Wishing Upon the Moon)      | Thanh Hoài | 7:55       |
| 3.  | "Lưu lạc" (Troubled Time)                  | Xuân Diệu  | 5:12       |
| 4.  | "Dòng sông một bờ" (A River with One Bank) | Thanh Hoài | 7:42       |
| 5.  | "Hạc trong sương" (A Crane in the Mist)    | Thanh Hoài | 5:56       |
| 6.  | "Đường xa vạn dặm" (The Road to Infinity)  | Thanh Hoài | 9:24       |
| 7.  | "Độc thoại" (Self Talk)                    | Thanh Hoài | 5:22       |

### Thành phần tham gia sản xuất
- Quốc Trung – giám đốc âm nhạc, sản xuất, hòa âm, phối khí, chỉnh sửa; piano, keyboard, hiệu ứng âm thanh, hát bè.
- Phan Huyền Thư – ý tưởng văn học.
- Ngọc Quân – định âm.
- Thanh Hoài, Xuân Diệu – hát chính.
- Văn Doanh, Hoàng Anh – sáo, tiêu.
- Thanh Thủy – đàn tranh.
- Hoài Anh – đàn bầu.
- Lý Được – bass.
- Phạm Hoàng Nam, Nguyễn Việt Thanh – chụp hình.
- Nguyễn Anh Tuấn – thiết kế

## Các giai điệu cổ truyền sử dụng
Các yếu tố âm nhạc cổ truyền được sử dụng trong album:
- "Đào liễu": tên một bản chèo cổ, thể hiện bởi Xuân Diệu Nhị
- "Vọng nguyệt": Vãn canh lời cổ (chỉ bớt có 1 trổ) trong vở chèo "Trương Viên", tiếng tiêu thổi đầu bài là theo điệu Sa mạc và Trần tình
- "Lưu lạc": điệu Trần tình, vở "Trương Viên"
- "Dòng sông một bờ": phần lời là "Hò mái nhì" (dân ca Huế), Thanh Hoài hát
- "Hạc trong sương": điệu Cung oán, Thanh Hoài hát
- "Đường xa vạn dặm": Thanh Hoài lặp lại điệu Cung oán, mở đầu tiếng tiêu thổi theo điệu Vỉa của Chèo
- "Độc thoại": Hát nói, ca trù do Thanh Hoài thể hiện

## Đánh giá
Nhìn chung, album được giới chuyên môn cũng như khán giả quan tâm đánh giá cao, góp phần vào việc đưa các thể loại âm nhạc dân gian truyền thống của dân tộc đến gần gũi hơn với lớp khán giả hiện đại. Trước thành công của dự án, Quốc Trung nói: "Những giai điệu đầu tiên của chương trình này đã được thai nghén từ năm 1995 và tôi cùng các nghệ sĩ, bạn bè đã chuẩn bị cho đêm diễn này suốt 1 năm qua. Tôi xúc động và vô cùng hạnh phúc khi cuộc chơi âm nhạc của tôi đã được khán giả đón nhận". Chương trình sau đó được đề cử tại Giải thưởng âm nhạc Tiền Cống hiến năm 2004 cho "Chương trình của năm".
'Đường xa vạn dặm' sau này trở thành thương hiệu sự nghiệp của Quốc Trung, được Không gian âm nhạc đưa vào một phần trong chương trình 'Đường xa... Mây trắng' (2011) đánh dấu tái hợp sau 10 năm của bộ đôi Thanh Lam - Quốc Trung. Tới năm 2012, ê-kíp của 'Đường xa vạn dặm' tiếp tục cộng tác để tham gia vào dự án 'Nguồn cội' cùng Nguyên Lê, Dhafer Youssef, Rhani Krija, Kiều Anh và Thanh Lam, thử nghiệm world music pha trộn với jazz, nhạc điện tử, nhạc dân gian cùng experimental. Bản thân Quốc Trung khẳng định 'Nguồn cội' không phải là phiên bản mới của 'Đường xa vạn dặm', và nhìn chung dự án tiếp tục thành công và được công chúng tiếp tục đón nhận nhiệt liệt.
Năm 2016, trong dịp nhìn lại 30 năm âm nhạc Việt Nam kể từ ngày hội nhập văn hóa thế giới, báo Thể thao & Văn hóa coi 'Đường xa vạn dặm' là một trong những cột mốc quan trọng của nhạc nhẹ của đất nước, là "một tuyên ngôn đầy đủ cho dòng nhạc [world music]" ở Việt Nam khi dám loại bỏ quan điểm lỗi thời và trực tiếp "góp phần đưa nhạc dân gian, truyền thống Việt Nam đến với giới trẻ và là ngôn ngữ để đông đảo khán giả nước ngoài có thể cảm nhận âm nhạc dân gian, truyền thống Việt Nam".